# Robert T. Nelson
Robert Theodore Nelson (marzo de 1936-4 de junio de 2023) fue un vicealmirante que estuvo vinculado a la Guardia Costera de los Estados Unidos. Fue el 18º vicecomandante desde 1992 a 1994.

## Trayectoria
Anteriormente fue Jefe de Estado Mayor de la Guardia Costera, Oficial al mando en el Cuartel General de la Costa, Washington D. C. Comandante del Segundo Distrito de la Guardia Costera y Jefe de la Oficina de Seguridad de Navegación y Servicios de Vías Navegables en el Cuartel General de la Guardia Costera. Se graduó de la Academia de la Guardia Costera de Estados Unidos en 1958. También es alumno de la Universidad George Washington.
Sus premios incluyen la Medalla por Servicio Distinguido, dos Legiones al Mérito, la Estrella de Bronce con Dispositivo de Combate, dos Medallas por Servicio Meritorio, elogio de la Guardia Costera y Medallas por Logros con Dispositivo de Distinción Operacional. También está autorizado a llevar la insignia de Cutterman.